# Dmitri Egorov

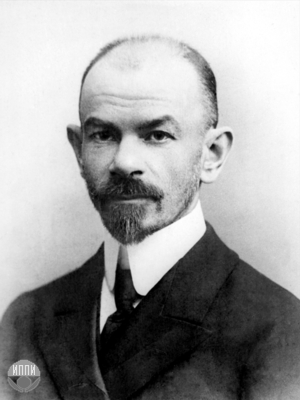
Dmitri Egorov

Dmitri Fiodorovici Egorov (în rusă Дми́трий Фёдорович Его́ров, n. 22 decembrie 1869 - d. 10 septembrie 1931) a fost un matematician rus, cunoscut pentru contribuțiile însemnate în geometria diferențială și analiza matematică.
A fost profesor de matematică la Universitatea din Moscova, iar în perioada 1922 - 1931 președintele Societății de Matematică din Moscova. A efectuat lucrarea de doctorat sub îndrumarea lui Nikolai Bugaev.
I-a fost profesor lui Pavel Sergheievici Aleksandrov. În 1929, Egorov a fost concediat iar în 1930 a fost arestat pentru opiniile sale religioase.  
Este unul dintre inițiatorii școlii matematice sovietice.
Din școala sa au mai făcut parte geometrii: Nikolai Luzin, Ivan Privalov, V. V. Tolubev, Viacheslav Stepanov, Ivan Petrovski, Serghei Finikov.

## Activitate științifică
Activitatea sa a vizat în primul rând geometria diferențială, teoria ecuațiilor integrale, calculul variațional și teoria funcțiilor.
A dat o metodă originală și elegantă de rezolvare a ecuației diferențiale descoperite de Jacobi.
În 1921 a definit curba și suprafața de sprijin.
A studiat problema grupurilor maxime de mișcări ale spațiilor An și Vn.

## Scrieri
A publicat numeroase lucrări privind teoria funcțiilor de o variabilă reală, ecuații integrabile etc.
Printre cele mai importante lucrări ale sale se află: 
- 1901: Despre o clasă de sisteme ortogonale;
- 1898: Ecuații cu derivate parțiale de ordinul al doilea, cu două variabile independente.

1. 1 2  Егоров Дмитрий Фёдорович, Marea Enciclopedie Sovietică (1969–1978)[*]
2. ↑  „Dmitri Egorov”, Gemeinsame Normdatei, accesat în 16 octombrie 2015
3. ↑  Егоров Дмитрий Фёдорович, Marea Enciclopedie Sovietică (1969–1978)[*]
4. ↑  MacTutor History of Mathematics archive, accesat în 22 august 2017
5. ↑  „Dmitri Egorov”, Gemeinsame Normdatei, accesat în 31 decembrie 2014
6. ↑  Find a Grave
7. ↑   http://www-history.mcs.st-andrews.ac.uk/Biographies/Egorov.html Lipsește sau este vid: |title= (ajutor)
8. ↑   (PDF), p. 166-174 https://oroopu.nethouse.ru/static/000/000/495/918/doc/44/87/00b4f956e92c23744d3cb05995827edc9bd6.pdf Lipsește sau este vid: |title= (ajutor)
9. ↑  Genealogia matematicienilor